# AD Renting
El equipo AD Renting fue un equipo ciclista belga, de ciclismo en ruta que compitió entre 1987 y 1989. Nació como sucesor del antiguo equipo Fangio. Al desaparecer, tres años después, aconteció el futuro Tulip Computers.
Su principal éxito fue el Tour de Francia de 1989 gracias a Greg LeMond.

## Principales resultados
- París-Roubaix: Dirk Demol (1988)
- Tour de Flandes: Eddy Planckaert (1988)
- Campeonato de Flandes: Marnix Lameire (1988)
- E3 Harelbeke: Eddy Planckaert (1989)

### A las grandes vueltas
- Giro de Italia
  - 1 participaciones (1989)
  - 0 victorias de etapa:
  - 0 clasificación finales:
  - 0 clasificaciones secundarias:

- Tour de Francia
  - 2 participaciones (1988, 1989)
  - 4 victorias de etapa:
    - 1 el 1988: Eddy Planckaert
    - 3 el 1989: Greg LeMond (3)

  - 1 clasificación finales:
    - Greg LeMond (1989)

  - 1 clasificaciones secundarias:
    - Clasificación de la Regularidad: Eddy Planckaert (1988)

- Vuelta a España
  - 2 participaciones (1987, 1989)
  - 2 victorias de etapa:
    - 2 el 1989: Eddy Planckaert, Marnix Lameire

  - 0 clasificación finales:
  - 0 clasificaciones secundarias: